# 宋基寅
宋基寅（韓語：송기인；1938年9月24日—）韩国天主教神父、大学教授，生于釜山，1970年毕业于韩国天主教大学，神学专业。1972年起，加入天主教正义具现全国司祭团对抗韩国朴正熙独裁政权，并在釜山投入韩国民主化和人权运动。与韩国人权律师、后任总统的卢武铉熟识并并肩战斗。后参与韩国真相与和解委员会。